# Marko Radić
Marko Radić (ur. 1 października 1985 roku w Belgradzie) – serbski piłkarz występujący na pozycji obrońcy.

## Życiorys
Jako junior zawodnik grał w piłkę w klubie FK Obilić Belgrad, a pierwszym zespołem w seniorskiej karierze był FK Radnički Belgrad. Następnie zawodnik przeniósł się na Słowację, gdzie występował w klubach FK Čadca (2007–2008), FK Púchov (2009–2010) i MFK Ružomberok (2010–2011). W barwach MFK Ružomberok piłkarz wystąpił w 17 spotkaniach słowackiej Corgoň ligi. Na początku 2012 roku zawodnik przeszedł do Wisły Płock. W 2016 trafił do SFC Opava.